# Эйтдехаге, Йохем
Йохем Симон Эйтдехаге (нидерл. Jochem Simon Uytdehaage, МФА: [ˈjɔxəm ˈsimɔn œydəˈɦaːɣə], род. 9 июля 1976, Утрехт, Нидерланды) — нидерландский конькобежец, двукратный олимпийский чемпион, абсолютный чемпион мира и чемпион мира на отдельных дистанциях, двукратный чемпион Европы, двукратный абсолютный чемпион Нидерландов и двукратный чемпион Нидерландов на отдельных дистанциях,чемпионатов мира и Европы.
Первый конькобежец, пробежавший 10 000 метров быстрее 13 минут.